# 파크툰크와 밀리 아와미당
파크툰크와 밀리 아와미당(파슈토어: پښتونخوا ملي عوامي ګوند, PKMAP)는 파키스탄의 파슈툰인 민주주의 정당이다. 당의 목적은 카이베르파크툰크와 주, 발루치스탄 주, 연방 직할 부족 지역에 거주하는 파슈툰인을 결합하는 것이다.